# La increïble Sarah
La increïble Sarah (títol original en anglès: The Incredible Sarah) és una pel·lícula dels Estats Units dirigida per Richard Fleischer, estrenada el 1976. És una biografia de l'actriu Sarah Bernhardt. Ha estat doblada al català.

## Argument
Narra la meteòrica ascensió a la fama de l'actriu Sarah Bernhardt (1844-1923). Nascuda amb el nom de Rosine Bernard, filla il·legítima d'una prostituta francesa, Sarah va arribar a convertir-se en l'actriu de teatre més famosa del segle xix.

## Repartiment
- Glenda Jackson: Sarah Bernhardt
- Daniel Massey: Victorien Sardou
- Yvonne Mitchell: Mam'selle
- Douglas Wilmer: Montigny
- John Castle: Damala
- Peter Sallis: Thierry
- Patrick Newell: Major
- Neil McCarthy: Sergent

## Nominacions[calcitació]
- Oscar a la millor direcció artística per Elliot Scott, Norman Reynolds
- Oscar al millor vestuari per Anthony Mendleson
- Globus d'Or a la millor actriu dramàtica per Glenda Jackson